# Colinas de la Palma
Colinas de la Palma es una localidad del estado mexicano de Michoacán. Es parte del municipio de Tarímbaro. Fue fundada el 15 de agosto de 2012.

## Demografía
| Censo | Población |
| ----- | --------- |
| 2020  | 1385      |